# Кнезич, Карой
Карой Кнезич (венг. Knezić Károly, хорв. Dragutin Knezić; 6 сентября 1808, Велики-Грджевац, Беловарско-Билогорская жупания — 6 октября 1849, Арад) — венгерский генерал, один из 13 арадских мучеников.

## Биография
Родился в венгерско-хорватской семье. Его отец был хорватского происхождения, служил офицером пограничной службы Австрийской империи. Мать — венгерско-сербского происхождения, её родственник стал известен как Омер Лютфи-паша.
Окончил военную академию в Граце. Служил в Вараждине и Галиции.
Во время Весны народов добровольно перешëл на службу в венгерскую армию.
Вначале командовал батальоном венгерских революционных войск в кампании против участников национального движения Словакии. Затем участвовал в кампании против сербов. Проявил храбрость и добился военных успехов в марте и апреле 1849 года. Участвовал в осаде Буды. Был произведен в чин генерал-майора.
Лайош Кошут собирался назначить его губернатором Трансильвании, но после нескольких военных поражений, Карой Кнезич был переведен командиром резервного корпуса в район Верхней Тисы. Участвовал в битве с русскими войсками Ивана Паскевича. Был взят в плен русскими вместе с другими венгерскими генералами и передан австрийской армии. Находился в заключении в тюрьме Арада.
Австрийцы провели трибунал, в результате которого он был приговорен к смертной казни через повешение. Был в числе 13 генералов венгерской армии, казнённых 6 октября 1849 года в Араде после подавления венгерской революции 1848—1849 годов.
Останки Кнезича были обнаружены в 1932 году во время наводнения в Румынии в районе Арада и перезахоронены на местном кладбище.
В Венгрии Арадские мученики считаются национальными героями и 6 октября отмечается в стране, как национальный день памяти венгров.